# Préfailles

Localització de Préfailles

Préfailles (en bretó Pradvael) és un municipi francès, situat a la regió de país del Loira, al departament de Loira Atlàntic, que històricament va formar part de la Bretanya. L'any 2006 tenia 1.182 habitants. Limita amb La Plaine-sur-Mer al nord i Pornic a l'est.

## Demografia
| 1962                                       | 1968 | 1975 | 1982 | 1990 | 1999  |
| ------------------------------------------ | ---- | ---- | ---- | ---- | ----- |
| 583                                        | 601  | 628  | 775  | 857  | 1.038 |
| Des de 1962: població sense dobles comptes |      |      |      |      |       |

## Administració
| Període | Identitat           | Partit |
| ------- | ------------------- | ------ |
| 2001-   | Jean-Luc Le Brigand |        |